# 七尾瓦窯跡
座標: 北緯34度47分07秒 東経135度32分04秒 / 北緯34.7852698055556度 東経135.534386083333度
七尾瓦窯跡（ななおかわらがまあと/ななおがようせき）は、大阪府吹田市岸部北にある瓦窯の遺跡。1980年3月24日、国の史跡に指定された。

## 窯跡の位置と性格
七尾瓦窯跡は、千里丘陵の東南端、地元で紫金山と呼ばれる支丘陵に位置する、後期難波宮の瓦を焼成した窯の跡である。付近には、古墳時代に須恵器を焼成した千里古窯跡群の釈迦ヶ池支群があった。紫金山の南面には吉志部神社が鎮座し、その近くには七尾瓦窯跡より60年ほど時代の下る、平安京の瓦を焼成した吉志部瓦窯跡がある。七尾瓦窯跡は、吉志部神社の東方300メートル、東西に伸びる紫金山の東端、比高2ないし2.5メートルの丘陵に位置する。
この丘陵の斜面の灰層には瓦が包含されており、この場所が瓦窯跡であることは1964年頃には認識されていた。1979年に至り、この地で宅地開発が計画されたため、吹田市教育委員会が調査を行った結果、瓦窯の存在が確認された。1980年3月24日付けで国の史跡に指定されている。
窯跡からは多量の瓦が出土しているが、そのなかには難波宮6303形式（軒丸瓦）と難波宮6664B形式（軒平瓦）と呼ばれる瓦と同范のものが含まれている。これらは聖武天皇が神亀3年（726年）に造営に着手した後期難波宮使用の瓦と胎土や技法が一致し、このことから、当瓦窯は後期難波宮の瓦を焼成していたことがわかった。
6303形式は複弁八葉蓮華文軒丸瓦で、細長く彫りの明瞭な蓮華文が特色である。中房は小さめで、中心に1つ、その周囲に6つの蓮子をあらわす。外区内縁には21個の珠文、外区外縁には18個の線鋸歯文をあらわす。6664B形式は均整唐草文軒平瓦で、外区には珠文をあらわす。他に6664A形式の均整唐草文軒平瓦も3点のみ出土している。この形式は、6664Bにくらべると、内区の幅が狭く、外区の珠文の間隔が広い。
なお、難波宮から多数出土する重圏文系軒瓦は出土せず、当瓦窯では生産されていなかったとみられる。

## 窯跡
1979年の調査により、7基の窯跡が確認された。南西から北東へと伸びる丘陵の北側斜面には6基の窯跡があり、いずれも登窯である（東から西へ1号 -  6号窯）。さらに1号窯の東南25メートルの丘陵東端には上記の6つの窯とは構造の異なる平窯の7号窯がある。このうち、1979年の調査で全容が判明したのは第2・3・7窯である。
第2号窯は有階有段登窯で、一部削平されていたが、現存部の全長は4.5メートル、焼成部の幅は2メートル。床面の傾斜は平均40度である。階段の蹴込部分は大型の塼を並べ、上面は丸瓦と半截平瓦を敷きつめている。
第3号窯は有階有段登窯で7段に築造され、天井部を含め完存する。全長は5.4メートル、最大幅は1.75メートル。床面の傾斜は第2号窯よりゆるやかで平均17度である。階段の蹴込部分は大型の塼を並べ、上面は丸瓦と平瓦を敷きつめている。窯体の構築にも大型の塼を用いている。この窯跡からは、窯詰めしたときの状態のままで未焼成の瓦群が検出されている。何らかの事情で、焼成を行わないまま使用を中止したとみられ、稀有な事例である。
第7号窯は平面長方形で床面に傾斜のない平窯である。後世に削平を受けていて、遺存状況はよくない。
第2号窯が急傾斜で、段差が高く、焼成部が地下式であるなど古い形式を示すのに対し、第3号窯は傾斜がゆるやかで段差も小さく、平窯に近づいた形式となっている。このように、異なった形式の窯が併存するのが七尾瓦窯の特色である。
第1・4・5・6号窯については、1979年の調査ではトレンチで存在を確認するにとどまったが、このうち、第4・5・6号窯については、1990年の史跡環境整備事業にともなう調査によって、部分的にではあるが実態が明らかになっている（第1号窯は未調査）。1990年の調査は排水施設工事、擁壁及びフェンス設置工事にともない、遺構に影響を与えないために行ったもので、遺構保全のため、窯体の上面の検出でとどめている。
この調査で、第4・5・6号窯の規模は次のとおりであることがわかった。
- 第4号窯 - 全長6.3メートル、焼成部最大幅2.2メートル
- 第5号窯 - 全長5.5メートル、焼成部最大幅1.2メートル
- 第6号窯 - 全長5.8メートル、焼成部最大幅1.4メートル

第4号窯は平面が船形で、隣の第3号窯と似た構造であるとみられる。第5・6号窯は前庭部を共有しており、同時に操業していたことが明らかである。第1号窯は未調査であるが、七尾瓦窯の6基の登窯は、第1・2号、第3・4号、第5・6号がそれぞれ2基1単位で構築されたとみられ、互いに構造の異なる3種類の窯が2基ずつ構築されたとみられる。
窯跡の北側の史跡未指定地には、瓦製作の工房があったとみられる。1983年に当該地にある倉庫の建て替えにともない部分的な調査が行われ、人工的な溝が存在することが確認された。1984年から1985年にかけてあらためて本格的な調査が行われ、平均幅3メートル、深さメートルの「コ」の字形に屈曲する溝の存在が確認された。この溝は90度の角度で屈曲していることから、人工的に掘られたものであることは明らかである。また、多量の瓦の投棄も確認されている。この調査は遺構の展開状況を確認することが目的であり、明確な建物遺構は検出されなかったが、調査地には広範にわたって工房が存在したことは確実視されている。